# Arne Robertsson
Arne Alf Robert Robertsson, född 23 mars 1942 i Lidköping, död 29 januari 1991 i Lidköping, var en svensk brottare. Han tävlade för Lidköpings AS.
Robertsson tävlade i tungviktsklassen i fristil för Sverige vid olympiska sommarspelen 1964 i Tokyo. Vid olympiska sommarspelen 1968 i Mexico City tävlade han också i tungviktsklassen i fristil. Vid olympiska sommarspelen 1976 i Montreal tävlade Robertsson i supertungviktsklassen i grekisk-romersk stil.
Robertsson blev nordisk mästare i tungvikt fyra gånger i grekisk-romersk stil: 1970 i Sundsvall, 1975 i Frederiksværk, 1976 i Notodden och 1977 i Kotka samt två gånger i fristil: 1977 i Kotka och 1978 i Haparanda. Han blev svensk mästare tio gånger i tungvikt (grekisk-romersk stil): 1966, 1970, 1971, 1972, 1975, 1976, 1977, 1978, 1979 och 1980. Robertsson blev även svensk mästare 11 gånger i tungvikt (fristil): 1964, 1966, 1967, 1968, 1969, 1970, 1971, 1975, 1976, 1977 och 1978.
Han tog brons vid VM i Göteborg 1977 samt silver vid både EM 1966 och EM 1969.